# Dan O'Rourke
Daniel "Dan" O'Rourke, född 31 augusti 1972, är en kanadensisk ishockeydomare och före detta professionell ishockeyspelare.

## Spelare
Dan O'Rourke spelade för Erie Panthers och Louisiana Icegators i ECHL; Detroit Vipers och Houston Aeros i International Hockey League (IHL); Tulsa Oilers i Central Hockey League (CHL) samt Tri-City Americans och Moose Jaw Warriors i Western Hockey League (WHL).
O'Rourke blev aldrig NHL-draftad.

### Statistik
| Källa: Utv = Utvisningsminuter | Källa: Utv = Utvisningsminuter | Källa: Utv = Utvisningsminuter |                             | Grundserie                  | Grundserie                  | Grundserie                  | Grundserie                  | Grundserie                  |                             | Slutspel                    | Slutspel                    | Slutspel                    | Slutspel                    | Slutspel                    |
| Säsong                         | Lag                            | Liga                           | Matcher                     | Mål                         | Assist                      | Poäng                       | Utv                         | Matcher                     | Mål                         | Assist                      | Poäng                       | Utv                         |                             |                             |
| ------------------------------ | ------------------------------ | ------------------------------ | --------------------------- | --------------------------- | --------------------------- | --------------------------- | --------------------------- | --------------------------- | --------------------------- | --------------------------- | --------------------------- | --------------------------- | --------------------------- | --------------------------- |
| 1987–1988                      | Summerland Buckaroos           | BCJHL                          | 2                           | 0                           | 0                           | 0                           | 2                           | —                           | —                           | —                           | —                           | —                           |                             |                             |
| 1988–1989                      | Information ej tillgänglig.    | Information ej tillgänglig.    | Information ej tillgänglig. | Information ej tillgänglig. | Information ej tillgänglig. | Information ej tillgänglig. | Information ej tillgänglig. | Information ej tillgänglig. | Information ej tillgänglig. | Information ej tillgänglig. | Information ej tillgänglig. | Information ej tillgänglig. | Information ej tillgänglig. | Information ej tillgänglig. |
| 1989–1990                      | Notre Dame Hounds              | SJHL                           | Statistik ej tillgänglig.   | Statistik ej tillgänglig.   | Statistik ej tillgänglig.   | Statistik ej tillgänglig.   | Statistik ej tillgänglig.   | Statistik ej tillgänglig.   | Statistik ej tillgänglig.   | Statistik ej tillgänglig.   | Statistik ej tillgänglig.   | Statistik ej tillgänglig.   | Statistik ej tillgänglig.   |                             |
| 1990–1991                      | Notre Dame Hounds              | SJHL                           | 9                           | 2                           | 3                           | 5                           | 54                          | —                           | —                           | —                           | —                           | —                           |                             |                             |
|                                | Tri-City Americans             | WHL                            | 14                          | 0                           | 0                           | 0                           | 37                          | 7                           | 0                           | 1                           | 1                           | 23                          |                             |                             |
| 1991–1992                      | Tri-City Americans             | WHL                            | 46                          | 4                           | 8                           | 12                          | 197                         | 5                           | 0                           | 2                           | 2                           | 26                          |                             |                             |
| 1992–1993                      | Tri-City Americans             | WHL                            | 18                          | 0                           | 2                           | 2                           | 83                          | —                           | —                           | —                           | —                           | —                           |                             |                             |
|                                | Moose Jaw Warriors             | WHL                            | 36                          | 4                           | 10                          | 14                          | 121                         | —                           | —                           | —                           | —                           | —                           |                             |                             |
| 1993–1994                      | Erie Panthers                  | ECHL                           | 64                          | 9                           | 21                          | 30                          | 296                         | —                           | —                           | —                           | —                           | —                           |                             |                             |
| 1994–1995                      | Tulsa Oilers                   | CHL                            | 57                          | 12                          | 19                          | 31                          | 180                         | 7                           | 0                           | 1                           | 1                           | 53                          |                             |                             |
| 1995–1996                      | Louisiana Icegators            | ECHL                           | 40                          | 10                          | 18                          | 28                          | 257                         | 3                           | 0                           | 0                           | 0                           | 9                           |                             |                             |
| 1996–1997                      | Louisiana Icegators            | ECHL                           | 58                          | 28                          | 20                          | 48                          | 160                         | 10                          | 3                           | 1                           | 4                           | 42                          |                             |                             |
|                                | Detroit Vipers                 | IHL                            | 1                           | 0                           | 0                           | 0                           | 0                           | —                           | —                           | —                           | —                           | —                           |                             |                             |
|                                | Houston Aeros                  | IHL                            | 1                           | 0                           | 0                           | 0                           | 2                           | —                           | —                           | —                           | —                           | —                           |                             |                             |
| ECHL totalt                    | ECHL totalt                    | ECHL totalt                    | 162                         | 47                          | 59                          | 106                         | 713                         | 13                          | 3                           | 1                           | 4                           | 51                          |                             |                             |
| IHL totalt                     | IHL totalt                     | IHL totalt                     | 2                           | 0                           | 0                           | 0                           | 2                           | —                           | —                           | —                           | —                           | —                           |                             |                             |
| WHL totalt                     | WHL totalt                     | WHL totalt                     | 114                         | 8                           | 20                          | 28                          | 438                         | 12                          | 0                           | 3                           | 3                           | 49                          |                             |                             |

## Domare
Efter den aktiva spelarkarriären började han arbeta som ishockeydomare och dömer i National Hockey League (NHL) sedan 1999. Fram tills den 1 februari 2021 har han dömt 1 205 grundspelsmatcher varav 120 av dessa som linjedomare. Det har även blivit 148 slutspelsmatcher (Stanley Cup) samt fyra Stanley Cup-finaler. O'Rourke har också dömt internationellt och var en av ishockeydomarna vid World Cup 2016.